# Arturo Marcacci
Arturo Marcacci (né le 28 mars 1855 à Pise en Italie et décédé le 19 janvier 1915 à Pavie en Italie) est un physiologiste italien du XIXe siècle.
Marcacci est célèbre pour avoir isolé le muscle aréolo-mamelonnaire. Avant lui, deux muscles indépendants étaient décrits, l’un pour le mamelon et l’autre pour l’aréole. C’est pourquoi ce muscle est également appelé muscle de Marcacci.
Marcacci a notamment été directeur de l’Institut de Physiologie de l’Université de Pérouse, où il a été le mentor de Ruggero Oddi lorsque ce dernier a découvert le sphincter d’Oddi, en utilisant la même méthode que celle qu’il avait utilisée pour isoler le muscle aréolaire.

## Publications
- A. Marcacci, P. Bert. Comunicazione preventiva sulla distribuzione delle radici motrici nei muscoli degli arti, in ‘’Lo Sperimentale’’, tome XLVIII [1881], p. 356-358
- Arturo Marcacci. Studio della distribuzione delle radici motrici nei muscoli degli arti, in ‘’Giorn. internazionale delle scienze mediche’’, n.s., tome III [1881], p. 906-908
- Arturo Marcacci. Centri motori corticali [studio critico sperimentale], in ‘’Giorn. della R. Accademia di medicina di Torino’’, s. 3, tome XXX [1882], p. 31-62, 145-161, 167-259
- Arturo Marcacci. De l'excitabilité électrique des centres moteurs corticaux pendant l'anesthésie de l'écorce cérébrale, in ‘’Comptes-rendus hebdomadaires des séances et mémoires de la Société de biologie’’, s. 7, tome III [1882], p. 14-16
- Arturo Marcacci. Étude sur la distribution des racines motrices du plexus lombaire dans les muscles du membre inférieur, in ‘’Comptes-rendus hebdomadaires des séances et mémoires de la Société de biologie’’, tome III [1882], p. 267-269
- A. Marcacci, A. Dastre. La legge della ineccitabilità cardiaca, in ‘’Arch. per le scienze mediche’’, tome VI [1882], p. 21-28
- Arturo Marcacci. Influenza del ramus lingualis trigemini sulla formazione della linfa nella lingua, in ‘’Lo Sperimentale’’, tome LII [1883], p. 270-272;
- Arturo Marcacci. Influence du ramus lingualis trigemini sur la formation de la lymphe dans la langue, in ‘’Archives italiennes de biologie’’, tome IV [1883-84], p. 234-236
- Arturo Marcacci. Le muscle aréolo-mamelonnaire, in ‘’Archives italiennes de biologie’’, tome IV, fascicule III [1883-84], p. 292-299
- Arturo Marcacci. Le muscle aréolo-mamelonnaire, in ‘’Giorn. della R. Accademia di medicina di Torino’’, s. 3, tome XXXI [1883], p. 743-753
- Arturo Marcacci. Dell'azione fisiologica dell'apotropina, in ‘’Giorn. della R. Accademia di medicina di Torino’’, s. 3, tome XXXII [1884], p. 193-256
- Arturo Marcacci. Dell'influenza che esercita il movimento sullo sviluppo dell'uovo, in ‘’Annali dell'Università libera di Perugia. Facoltà di medicina e chirurgia’’, tome I [1885-86], p. 171-190
- Arturo Marcacci. Influenza del movimento sullo sviluppo dell'uovo, Perugia [1886]
- Arturo Marcacci. Sull'azione fisiologica della cinconamina, in ‘’Medicina contemporanea’’, tome IV [1887], p. 337-358, 393-402
- Arturo Marcacci. L'azione degli alcaloidi nel regno vegetale e animale, in ‘’Annali della Università libera di Perugia. Facoltà medico-chirurgica’’, tome III [1887-88], p. 3-74
- Arturo Marcacci. Effetti tardivi del movimento impresso alle uova nei primi giorni dell'incubazione; seconda nota, in ‘’Bull. delle scienze mediche’’, s. 6, tome XXII [1888], p. 5-29
- Arturo Marcacci. La digestione dell'amido nei semi e nelle foglie, in ‘’Atti e rendiconti dell'Accademia medico-chirurgica di Perugia’’, tome I [1889], p. 32-38
- Arturo Marcacci. La formazione e la trasformazione degli idrati di carbonio nelle piante e negli animali, in ‘’Atti della Soc. toscana di scienze naturali residente in Pisa’’. Memorie, tome XI [1891], p. 311-423
- Arturo Marcacci. Sull'ossido di carbonio considerato dal punto di vista farmacologico, in ‘’Arch. di farmacologia e terapia’’, tome I [1893], p. 65-73
- Arturo Marcacci. Il meccanismo della morte nell'avvelenamento per ossido di carbonio, in ‘’Atti della Soc. toscana di scienze naturali residente in Pisa’’. Memorie, tome XII [1893], p. 222-255
- Arturo Marcacci. L'asfissia negli animali a sangue freddo, in ‘’Atti della Soc. toscana di scienze naturali residente in Pisa’’. Memorie, tome XIII [1894], p. 322-356
- Arturo Marcacci. Sarebbe possibile la vita nell'aria atmosferica quando l'azoto fosse sostituito dall'idrogeno?, in ‘’Memorie del R. Ist. lombardo di scienze e lettere’’, cl. di scienze matematiche e naturali, tome XIX [1900-04], p. 229-254